# نرم افزار گنوم
نرم افزار گنوم یا GNOME software ابزاری برای نصب برنامه ها و به روز رسانی ها در لینوکس است. این بخشی از برنامه های اصلی گنوم است و در گنوم 3.10 معرفی شده است. 

این برنامه برای افزودن و مدیریت مخازن نرم افزار و همچنین آرشیو بسته شخصی اوبونتو (PPA) استفاده می شود. اوبونتو برنامه قبلی مرکز نرم افزار اوبونتو خود را با نرم افزار گنوم جایگزین کرد که با Ubuntu 16.04 LTS شروع شد، 
نرم‌افزار گنوم در جولای 2019 پشتیبانی از اسنپ را به دلیل مشکلات کیفیت کد، عدم یکپارچه‌سازی حذف کرد (به طور خاص، کاربر نمی‌تواند بگوید اسنپ  پس از کلیک بر روی "نصب" چه می‌کند و به طور کلی تنظیمات گنوم را نادیده می‌گیرد) و این واقعیت که با استاندارد Flatpak پشتیبانی شده توسط گنوم رقابت می کند. 

## امکانات
اهداف و موارد استفاده ای که نرم افزار گنوم تا نوامبر 2020 هدف قرار می دهد: 
اهداف اولیه
- به افراد اجازه دهید برنامه ها را با مرور یا جستجو پیدا کنند:
  - یک برنامه خاص که آنها به دنبال آن هستند، یا
  - برنامه هایی در یک دسته خاص یا با عملکرد خاصی که نیاز دارند
- به افراد اجازه دهید تا برنامه‌ها را قبل از نصب به طور مؤثر بررسی و ارزیابی کنند (تصاویر، توضیحات، رتبه‌بندی، نظرات، ابرداده)
- به افراد اجازه دهید ببینند کدام برنامه‌ها نصب شده‌اند و آنها را حذف کنند
- دیدگاه مثبتی از اکوسیستم اپلیکیشن ارائه دهید
  - این حس را تقویت کنید که تعداد زیادی برنامه با کیفیت بالا وجود دارد
  - مردم را تشویق کنید تا با آن اکوسیستم درگیر شوند، هم به عنوان کاربر و هم به عنوان مشارکت کننده
  - هنگام مرور، بهترین برنامه های موجود را ارائه و تبلیغ کنید
  - تسهیل کشف تصادفی برنامه های عالی
- به روز رسانی های نرم افزار را مدیریت کنید. به روز رسانی های نرم افزاری را تا حد امکان برای کاربران کمتر کار کنید. شامل: برنامه ها، به روز رسانی های سیستم عامل
- از چندین مخزن نرم افزاری که توسط توزیع کننده و کاربران تعریف شده است پشتیبانی کنید.
  - نشان دهید که کدام مخازن پیکربندی شده اند. اجازه دهید آنها اضافه یا حذف شوند.
  - مواردی را که می توان یک برنامه را از چندین منبع نصب کرد رسیدگی کنید.

اهداف ثانویه
- ارتقاء سیستم عامل
- نصب درایور سخت افزار
- نصب روش ورودی
- پاسخ به درخواست های برنامه برای نرم افزار (برنامه ها، کدک ها، زبان ها)
- اتصالات آفلاین و اندازه گیری شده
- به روز رسانی سیستم عامل در پایان عمر

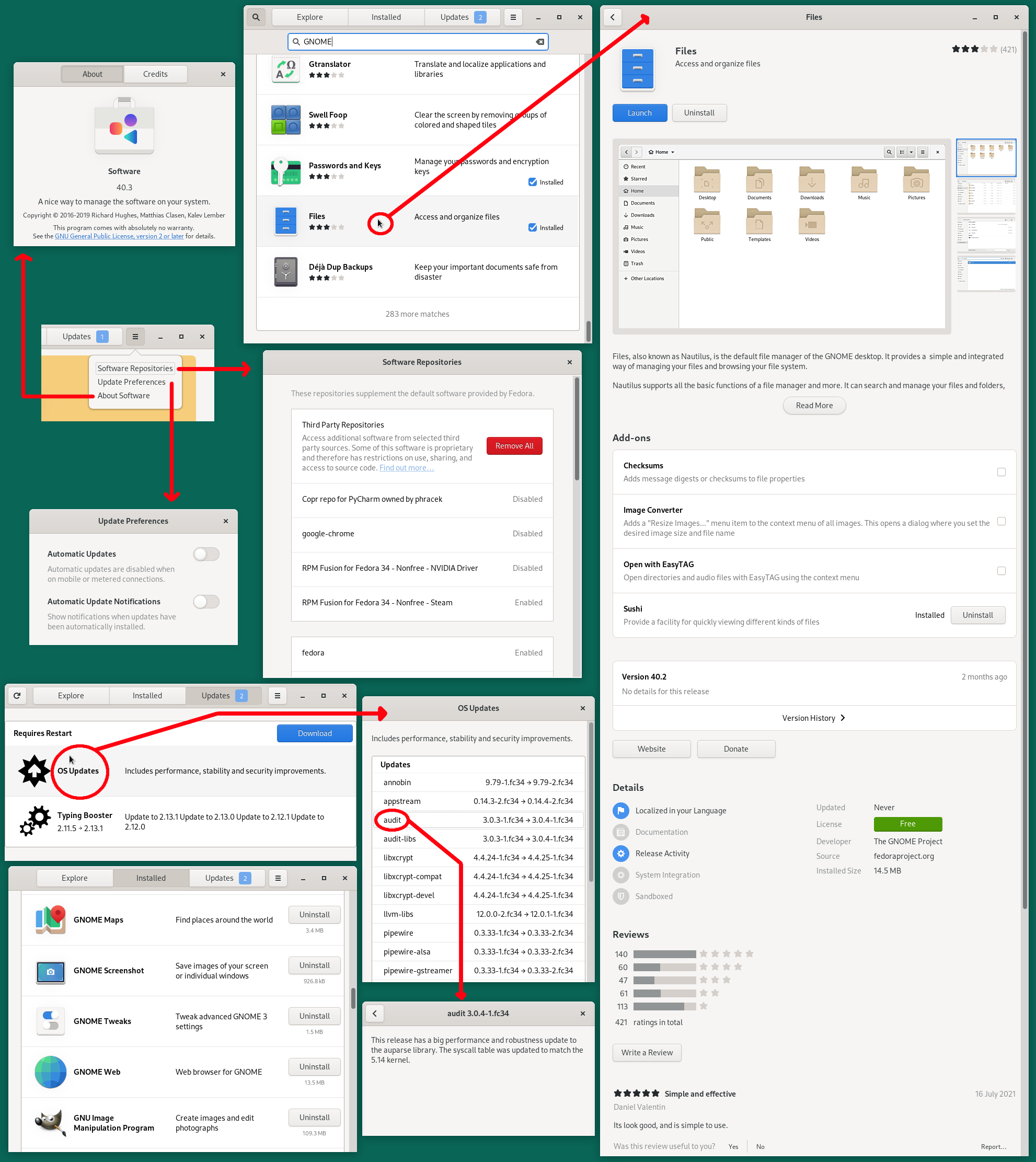
ویژگی های نرم افزار گنوم 40.3

- پایان عمر برنامه

بدون گل
- نه یک مدیر بسته جلویی
- همه مخازن با هم برابر نیستند
- همه برنامه ها برابر نیستند

## همچنین ببینید
- gnome-packagekit – یک فرانت‌اند دیگر مبتنی بر GTK برای PackageKit که برخلاف نرم‌افزار GNOME می‌تواند بسته‌ها را مدیریت کند، نه فقط برنامه‌ها، و دارای برخی ویژگی‌های پیشرفته است که در نرم‌افزار GNOME وجود ندارد.
- PackageKit § Front-endsFront-endsFrontFroFront-endsFron